# Novi Bečej
Novi Bečej (v srbské cyrilici Нови Бечеј) je město na severu Srbska, ve Vojvodině, na rozhraní Banátu a Bačky. Administrativně spadá pod Středobanátský okruh. V roce 2011 zde žilo dle sčítání lidu 13 133 obyvatel.
Město se nachází na řece Tise, v blízkosti ústí kanálu DTD do řeky, v rovinaté krajině Panonské nížiny. Je vzdáleno 42 km severovýchodně od Nového Sadu a 93 km severně od Bělehradu.

## Historie
Poprvé bylo připomínáno v roce 1332 a svůj název má, stejně jako nedaleký Bečej, podle maďarské šlechtické rodiny. V roce 1551 jej obsadil Mehmed Paša Sokolović během pronikání Turků směrem na sever. Po podepsání Karlovického míru v roce 1699 připadlo celé území spolu s Novým Bečejem Uhersku. Místní pravoslavný kostel byl dokončen roku 1742. V roce 1883 byla do města zavedena železnice v podobě trati, směřující do měst Pančevo (u Bělehradu) a Kikinda. Na mapách třetího vojenského mapování se objevuje pod maďarským názvem Török(Új) Becse, tedy Turecký/Nový Bečej. Město již mělo víceméně současnou podobu, nicméně koryto řeky Tisy ještě nebylo regulováno a řeka Begej ústila ve svém původním korytu severně od města do Tisy, nikolivěk jižně jako je tomu v současnosti. Prostor při železniční stanici ještě nebyl zastavěn současnými průmyslovými areály. Místní část Vranjevo se objevovala pod pomaďarštěným názvem Frányova.
Po roce 1918 se město stalo součástí Království Srbů, Chorvatů a Slovinců, později Jugoslávie. V roce 1937 zde byl odhalen památník prvnímu jugoslávskému králi Aleksandru Petrovićovi. Od roku 2006 je součástí nezávislého Srbska. Obyvatelstvo města je dodnes ze značné části (cca 25 %) maďarské národnosti.

## Kultura a kulturní památky
Ve městě se nachází římskokatolický kostel a pravoslavný kostel sv. Mikuláše (srbsky Crkva svetog Nikole). Na promenádě při řece Tise se nachází z dob Jugoslávie zbudovaný brutalistní dům kultury.

## Přírodní památky
Východně od města leží Zvláštní přírodní rezervace Slano kopovo, která přestavuje slepé rameno řeky Begeje.

## Doprava
Kromě zmíněné železniční trati vede do Nového Bečeje rovněž silnice, vedená v západo-východním směru z Vrbasu (od dálnice A1) do Kikindy a dále na území Rumunska.